# Antonio Jesús Soto
Antonio Jesús Soto Guirao (Alcantarilla, 24 de dezembro de 1994) é um ciclista espanhol que milita nas fileiras da conjunto Euskaltel-Euskadi.

## Trajetória
É um ciclista natural de Alcantarilla e residente em Librilla, Múrcia. Começou a competir com 6 anos, já que seu pai, Antonio Soto, foi um bom corredor aficionado nos anos oitenta. Chegou à categoria sub-23 da mão do conjunto Metal Lube-ofertbikes.es. em 2013 e, depois de passar por Pousada Latorre, Telco'm e Aldro Team, alinhou na equipa do Lizarte durante as temporadas 2017 e 2018.
Em 2018 proclamou-se campeão da Copa da Espanha Elite de ciclismo, competindo na equipa ciclista do Lizarte, sendo o corredor mais regular, pese a que não ganhou nenhuma das oito provas disputadas do calendário, mas nunca baixou da sétima posição em nenhuma corrida.
Para a temporada de 2019, assinou com o conjunto do Fundação Euskadi de categoria Continental, dando assim o salto profissional ao ciclismo.
a 23 de maio de 2021 conseguiu sua primeira vitória como profissional na Volta a Múrcia, no final da única etapa que formava a volta e com chegada em sua cidade natal, Alcantarilla.

## Palmarés
- 2021
  - Volta a Múrcia

## Resultados

### Grandes Voltas
| Corrida | Corrida         | 2019 | 2020 | 2021 | 2022 |
| ------- | --------------- | ---- | ---- | ---- | ---- |
|         | Giro d'Italia   | —    | —    | —    | —    |
|         | Tour de France  | —    | —    | —    | —    |
|         | Volta a Espanha | —    | —    | 81.º | —    |

### Voltas menores
| Corrida | Corrida           | 2019 | 2020 | 2021  |
| ------- | ----------------- | ---- | ---- | ----- |
|         | Volta à Catalunha | —    | —    | 122.º |

### Clássicas, Campeonatos e JJ.OO.
| Corrida                | Corrida                | 2017 | 2018 | 2019 | 2020 | 2021  |
| ---------------------- | ---------------------- | ---- | ---- | ---- | ---- | ----- |
| Espanha em Estrada     | Espanha em Estrada     | 30.º | 12.º | Ab.  | —    | 100.º |
| Espanha Contrarrelógio | Espanha Contrarrelógio | 24.º | 17.º | 12.º | —    | 33.º  |

—: Não participa

Ab.: Abandona

X: Não se disputou

## Equipas
- Euskaltel-Euskadi (2019-)
  - Team Euskadi (2019)
  - Fundación-Orbea (01.2020-03.2020)
  - Euskaltel-Euskadi (04.2020-)